# مارتي جونستون
مارتي جونستون (بالإنجليزية: Marty Johnstone)‏ هو مهرب مخدرات نيوزيلندي، ولد في 1951، وتوفي في 1970.